# طلات خانلاروف
طلات أغاسيباي أوغلو خانلاروف (بالأذرية: Tələt Xanlarov) - مهندس معماري أذربيجاني والاتحاد السوفيتي، أكاديمي لأكاديمية العلوم الوطنية الأذربيجانية، مهندس معماري مستحق لجمهورية أذربيجان الاشتراكية السوفيتية (1975)، نائب رئيس الأكاديمية الدولية للهندسة المعمارية في البلدان الشرقية، حائز على جأئزتين «وسام شهرة (أذربيجان)» (2000) و «شرف»، متقاعد لرائس. 

## حياتة
ولد طلات خانلاروف في 26 أغوسطس لعام 1927 في مدينة باكو، في عائلة أغاسي باي علي قولو باي من سلالة عائلة باكو النبيلة وهو خريج كلية الحقوق بجامعة سانت بطرسبرغ الحكومية.
والدته صارة هانم كانت من أوائل خريجين جامعة أذربيجان الطبية.
طلات خانلاروف خريج معهد البوليتكنيك الأذربيجاني في 1956.
عمل طلات خانلاروف مهندسا معماريا في معهد مشروع الدولة العام «أذردولاتلايها» للجنة بناء الدولة والهندسة المعمارية، ومهندس معماري رائسي في المعهد بين 1956-1992.
طلات خانلاروف مؤلف أكثر من 60 مشروعًا، بما فيه الساحة الرياضية إسمه حيدر علييف، ميترو معمار عجمي، إدارة الإحصاء المركزية، قاعدة أوليمبية للمتجولين في مدينة مينجا تشيفير، قصر الثقافة إسمه عزير حاجبايوف في سومقاييت.
طلات خانلاروف هو مؤلف الآثار المقبرة ولوحات تذكارية في المباني الذين عاش فيها قار قاراييف حسين جافيد، توفيق علييف، علوسات قلييف.

## جوائزه
- مهندس معماري مستحق لجمهورية أذربيجان الاشتراكية السوفيتية(1975)
- وسام شهرة (أذربيجان)(2000)
- وسام «شرف»